# Резолюция Генеральной Ассамблеи ООН 78/282
Резолюция Генеральной Ассамблеи Организации Объединённых Наций 78/282 — резолюция, принятая 78-й сессией Генеральной Ассамблеи ООН 23 мая 2024 года. Сутью резолюции было учреждение 11 июля международным днём памяти о геноциде 1995 года в Сребренице. Она была предложена Германией и Руандой и принята 84 странами. Во втором пункте резолюции также осуждается любое отрицание геноцида как исторического события. Согласно уставу Генеральной Ассамблеи ООН эта резолюция не носит обязательного характера.

## Реакция
В день принятия резолюции в Нише и Белграде прошли протесты против её принятия.
Представитель Германии Анте Леендертсе заявил: «Эта резолюция направлена на сохранения мира сегодня и в будущем».
Постоянный представитель Франции Николя Де Ривьер заявил, что видит в резолюции «возможность работать над миром на основе уважения и солидарности по отношению ко всем жертвам геноцида».
Бывший президент Сербии Борис Тадич назвал резолюцию незаконной.
Президент Сербии Александр Вучич отозвался о резолюции критически, объяснив, что «эта резолюция лишь вскроет старые раны и вызовет полный политический хаос», однако геноцид не отрицал, добавив «что склоняет голову перед всеми жертвами конфликта в Боснии».
Народная скупщина Республики Сербия приняла резолюцию, осуждающие действие боснийских сербов, а также присосящую извинения всем пострадавшим семьям.
Президент Республики Сербской Милорад Додик раскритиковал резолюцию и сказал что эта резолюция ставит под вопрос существование Боснии и Герцеговины, и что лучше оставаться «добрыми соседями», также он на пресс-конференции заявил, что отрицает геноцид, произошедший в Сребренице.
Китай высказался критично относительно резолюции, на основании того, что это «не будет способствовать примирению ни в Боснии и Герцеговине, ни на Западных Балканах, которые стремятся к миру и стабильности».
Представители Венгрии выразили, что резолюция никак не поспособствует стабилизации и установлению мира в регионе.
Посольство Ирана заявило, что «геноцид осуждается всегда и везде, как в Газе, так и в Сребренице».
Постоянный представитель России при ООН Василий Небензя охарактеризовал резолюцию как угрозу миру, добавив, что Германия не имеет права упоминать геноцид.
Представители Словении охарактеризовали резолюцию как важный исторический момент.

## Голоса
| Голос         | Количество | Страна |
| ------------- | ---------- | --- |
| «За»          | 84         | Албания, Андорра, Австралия, Бангладеш, Бельгия, Босния и Герцеговина, Бруней, Болгария, Кабо-Верде, Канада, Чад, Чили, Колумбия, Коста-Рика, Хорватия, Чехия, Дания, Джибути, Эквадор, Египет, Сальвадор, Эстония, Финляндия, Фиджи, Франция, Гамбия, Германия, Гвинея-Бисау, Гайана, Исландия, Индонезия, Иран, Ирак, Ирландия, Италия, Люксембург, Япония, Иордания, Кувейт, Латвия, Ливия, Лихтенштейн, Литва, Малави, Малайзия, Мальта, Мавритания, Микронезия, Молдова, Черногория, Мьянма, Нидерланды, Новая Зеландия, Нигер, Северная Македония, Норвегия, Пакистан, Палау, Польша, Португалия, Катар, Румыния, Руанда, Сан-Марино, Саудовская Аравия, Сьерра-Леоне, Сингапур, Словения. ЮАР, Южная Корея, Швеция, Испания, Швейцария, Танзания, Тунис, Турция, Украина, Великобритания, США, Уругвай, Йемен, Замбия. |
| «Против»      | 19         | Антигуа и Барбуда, Беларусь, КНР, Коморские Острова, Куба, ДР Конго, Доминика, Эритрея, Эсватини, Гренада, Венгрия, Мали, Науру, Никарагуа, КНДР, Россия, Сан-Томе и Принсиси, Сербия, Сирия. |
| Воздержались  | 68         | Алжир, Ангола, Аргентина, Армения, Багамские острова, Бахрейн, Барбадос, Бенин, Бутан, Ботсвана, Бразилия, Бурунди, Камбоджа, Камерун, Кипр, Доминиканская Республика, Экваториальная Гвинея, Эфиопия, Габон, Грузия, Гана, Греция, Гватемала, Гаити, Гондурас, Индия, Кот-д’Ивуар, Ямайка, Казахстан, Кения, Кирибати, Лаос, Ливан, Лесото, Мадагаскар, Мальдивы, Мексика, Мозамбик, Монголия, Намибия, Непал, Нигерия, Оман, Панама, Папуа — Новая Гвинея, Парагвай, Перу, Филиппины, Республика Конго, Сент-Китс и Невис, Сент-Люсия, Сент-Винсент и Гренадины, Сейшельские Острова, Словакия, Соломоновы Острова, Южный Судан, Шри-Ланка, Судан, Суринам, Таджикистан, Таиланд, Того, Тринидад и Тобаго, Тувалу, Уганда, ОАЭ, Вьетнам.                                                                                    |
| Отсутствовали | 22         | Афганистан, Азербайджан, Белиз, Боливия, Буркина-Фасо, ЦАР, Восточный Тимор, Израиль, Кыргызстан, Либерия, Маршалловы острова, Марокко, Монако, Самоа, Сомали, Тонга, Туркменистан, Узбекистан, Вануату, Зимбабве. |